# 4318 Bata
4318 Bata је астероид чија средња удаљеност од Сунца износи 3,218 астрономских јединица (АЈ).
Апсолутна магнитуда астероида је 11,6.